# Carrefour Planet
Carrefour Planet is een Franse hypermarktketen-concept geïntroduceerd in 2010 door Groupe Carrefour.
Dit concept, beschreven als de nieuwe generatie hypermarkten, werd verdeeld in 8 delen: marché (markt), bio, surgélés (bevroren producten), beauté (schoonheidsproducten), mode, bébé (babyartikelen), maison (huishoudelijk) en loisirs-multimédia (vrije tijd en multimedia) en voorgestelde diensten zoals kinderopvang, een kapper en een barbier.

## Geschiedenis
In 2010 werden de eerste locaties van Carrefour Planet getest in Frankrijk in Écully, Vénissieux en Lattes, in het Spaanse El Pinar en in het Belgische Mont-Saint-Jean.
In 2011 werden in Frankrijk zes reguliere Carrefour-hypermarkten omgedoopt in Carrefour Planet. Deze 6 nieuwe winkels zijn te vinden in Essonne, La Ville-du-Bois, Les Ulis, Villabé Athis-Mons, Vitrolles en Wasquehal.
In juli 2011 volgde de eerste Carrefour Planet in Italië. Deze winkel is 13.000 vierkante meter groot en is gevestigd in Paderno Dugnano.
In 2012 stopte Carrefour met het ombouwen van Carrefour naar Carrefour Planet omdat het te veel kostte. De al omgebouwde locaties bleven hetzelfde maar verloren in Frankrijk hun "Planet"-borden. In augustus 2013 waren er nog 15 Carrefour Planets in België, één in Griekenland en één in Italië.